# L'Apocalypse des animaux
L'Apocalypse des animaux es un álbum de música electrónica de Vangelis, lanzado en 1973 por Polydor Records.
Fue realizado para una serie documental homónima, dedicada al reino animal, dirigida en 1972 por el realizador francés Frédéric Rossif.

## Detalles
Con una duración de 35 minutos, L'Apocalypse des animaux se editó originalmente en disco de vinilo y casete; la primera edición en disco compacto, lanzada en Europa y EE. UU. data de 1988. Musicalmente es extremadamente melódico y está interpretado con instrumentos acústicos, principalmente guitarras y piano, junto con órganos y pianos eléctricos, amplificados y procesados con efectos. Vangelis no utilizaría sintetizadores hasta 1974. Presenta una ausencia casi total de percusiones.
Las canciones más destacadas del disco son "L'Apocalypse des animaux - Générique" y, especialmente, "La petite fille de la mer". Esta última canción se ha incluido en varias recopilaciones del artista como Themes (1989), Best of Vangelis (1992), Portraits: So long ago, so clear (1996) u Oddisey: the definitive collection (2009).
Este disco es una de las primeras grabaciones en solitario de Vangelis, fue compuesto mientras todavía formaba parte de la banda de rock progresivo Aphrodite's Child, y su grabación tuvo lugar en 1970 en Studio Europa Sonor de París. Supuso el primer proyecto conjunto entre Vangelis y Frédéric Rossif, a los que seguirían bandas sonoras como La Fête Sauvage (1976), u Opera Sauvage (1979).

## Lista de temas
| Lado A |                                        |          |  |
| N.º    | Título                                 | Duración |  |
| 1.     | «L'Apocalypse des animaux - Générique» | 1:25     |  |
| 2.     | «La petite fille de la mer»            | 5:53     |  |
| 3.     | «Le singe bleu»                        | 7:30     |  |
| 4.     | «L'ours musicien»                      | 1:00     |  |
| 5.     | «La mort du loup»                      | 3:00     |  |

| Lado B |                      |          |  |
| N.º    | Título               | Duración |  |
| 1.     | «Création du monde»  | 11:25    |  |
| 2.     | «La mer recommencée» | 5:50     |  |

## Personal
- Vangelis: compositor, intérprete, arreglos, postpoducción
- Didier Pitois: ingeniero de sonido